# دنی کاردین
دنی کاردین (انگلیسی: Denny Cardin؛ زادهٔ ۳ اوت ۱۹۸۸) بازیکن فوتبال اهل ایتالیا است.
از باشگاه‌هایی که در آن بازی کرده‌است می‌توان به باشگاه فوتبال فوجا، باشگاه فوتبال آتالانتا، و باشگاه فوتبال کارپی اشاره کرد.
وی همچنین در تیم ملی فوتبال Italy U-20 Lega Pro بازی کرده‌است.